# Red Prysock

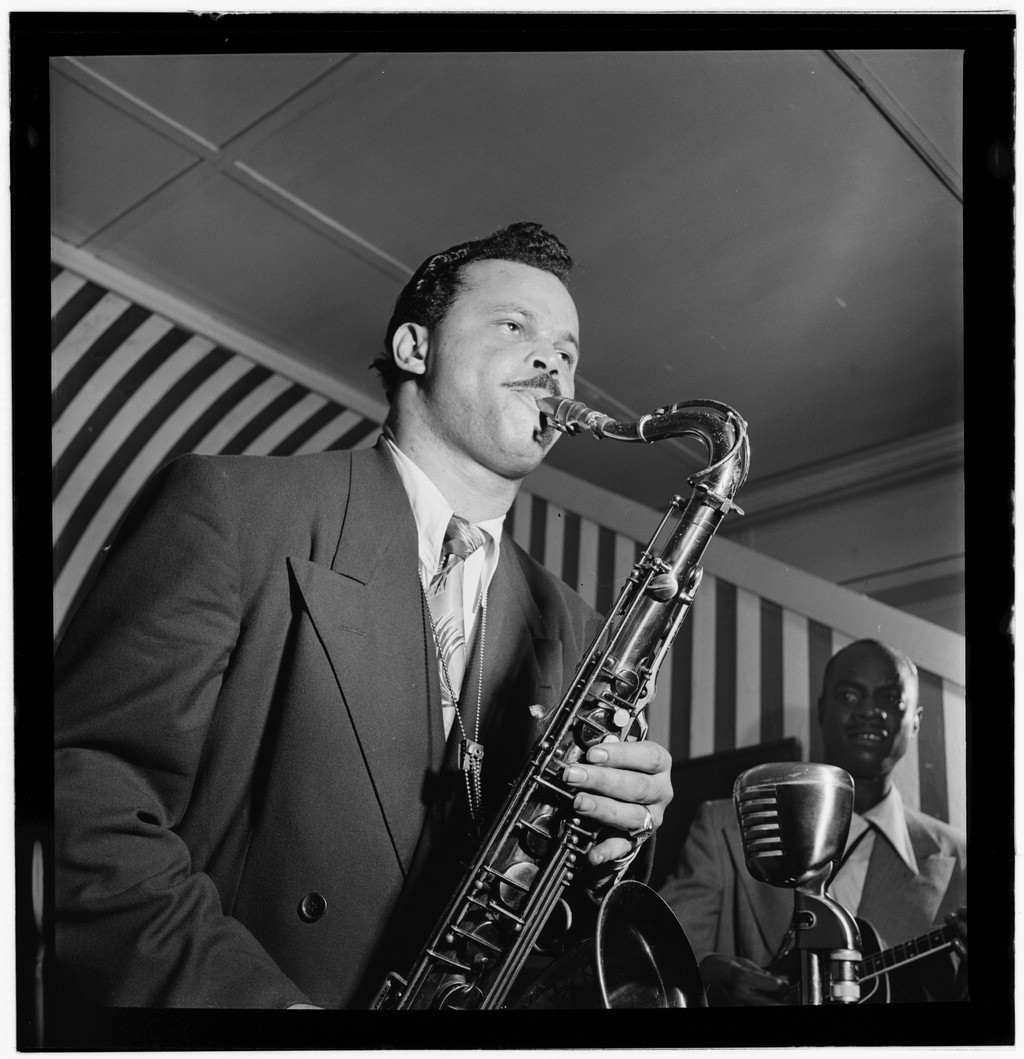
Red Prysock Vordergrund, Tiny Grimes im Hintergrund (Aufnahme zwischen 1946 und 1948)

Wilburt „Red“ Prysock (* 2. Februar 1926 in Greensboro (North Carolina); † 19. Juli 1993 in Chicago) war ein US-amerikanischer Rhythm-&-Blues- und Jazzmusiker (Tenorsaxophon, auch Gesang).
Prysock spielte ab 1947 in New York im Tiny Grimes Quintet, ab 1951 bei Tiny Bradshaw, auf dessen Hitsingle „Soft“ er Solist war. 1954 unterzeichnete er einen Plattenvertrag bei Mercury Records; für das Label spielte er eine Reihe von Instrumental-Titel wie „Hand Clappin’“ (Mercury 70698) ein, 1955 sein größter Erfolg. 1957 folgten die LPs Fruit Boots und The Beat. In seiner Band spielte u. a. auch Mickey Baker. Der Diskograf Tom Lord listet seine Beteiligung an 54 Aufnahmesessions von 1947 bis 1988, u. a. auch mit Roy Milton, Screamin’ Jay Hawkins, Bull Moose Jackson und Wynonie Harris. In den 1980er-Jahren begleitete er noch seinen Bruder, den Sänger Arthur Prysock.

## Diskographische Hinweise
- Swing Softly Red (Mercury, 1958), u. a. mit Emmett Berry, Taft Jordan, Eddie McFadden, Milt Hinton
- Battle Royal (Mercury, 1959), u. a. mit Sil Austin, Everett Barksdale, Kenny Burrell, Milt Hinton, Panama Francis
- The Big Sound of Red Prysock (Forum Circle)
- For Me and My Baby (Gateway, 1965), u. a. mit Ty Lemley, Cecil Brooks II
- Cryin' My Heart Out (Kompilation, Aufnahmen 1952–56, ed. 1993)